# Can Vidal de Penedes
Mas Vidal o Can Vidal és un mas tradicional al veïnat de Penedes adscrit administrativament al terme municipal de Llagostera. L'edifici principal té el murs portants de pedra morterada i és de planta quadrada amb tres crugies i consta de planta baixa, pis i golfes. La façana principal presenta una porta dovellada i obertures amb carreus de pedra, mentre que les finestres de la planta baixa presenten interessants reixes de ferro forjat. La planta principal té unes balconeres que donen accés al balcó que ocupa tota la longitud de la façana. Les finestres de les golfes disposen de llinda de pedra i arc semicircular i la coberta és a dues vessants i amb teula. El conjunt és complementat per un grup d'edificacions annexes de les quals destaca la pallissa amb coberta de teula a dues aigües i pilar de pedra central de secció circular.
El mas fou ampliat l'any 1794 amb construccions annexes i posteriorment en el s. XIX es van transformar les finestres del primer pis en balconeres i es va construir el balcó.